# Paul Liebaert (1510-1567)
Paul Liebaert of, Paulus Leopardus (Izenberge, 1510 – Sint-Winoksbergen, 3 juni 1567), ook Paulus Leopardi Isembergis Furnii of Leopardus, was een Zuid-Nederlands humanist en onderwijzer.

## Leven
Paul Liebaert werd geboren in Izenberge bij Veurne; in zijn latere leven zou hij zich afwisselend Paulus Leopardus Furnius (‘van Veurne’) of Paulus Leopardus Isembergensis Furnii (‘van Izenberge bij Veurne’) noemen. Hij werd leerling in Gent in de Latijnse school van Eligius Houckaert. Vervolgens studeerde hij aan de Leuvense universiteit onder grote geleerden zoals Nicolaes Cleynaerts en Rutgerus Rescius.
In Leuven werd hij onder meer bevriend met de humanist Petrus Nannius, die hem, tevergeefs, meerdere keren uitnodigde om zich in Leuven te vestigen en er te doceren. Ook een uitnodiging om hoogleraar Grieks te worden aan het Collège de France weigerde hij, op aanraden van zijn echtgenote. Hij wilde liever onbekend in een afgelegen oord leven, dan in de samenleving roem en eer behalen.
Tot zijn vrienden behoorden de humanisten Petrus Nannius, Franciscus Nansius en Willem Pantin. Justus Lipsius, Osephus Justus Scaliger (1484-1558) en Isaac Casaubonus (1559-1615) bewonderden zijn geleerdheid, evenals voor zijn bescheidenheid. 
Na zijn studies opende Liebaert een Latijnse school in Hondschote, waar hij minstens tussen 1540 en 1552 actief was. Hij verhuisde vervolgens naar Sint-Winoksbergen, waar hij les gaf aan het gymnasium en waar hij overleed. Zijn leerling Johannes Macarius of Heureux, sloot hem de ogen. Hij werd in de Sint-Maartenskerk begraven.

## Publicaties
- Vitae et Chriae, sive Apophthegmata Aristippi, Diogenis, Demonactis, Stratonis, Demosthenis et Aspasice, Antverpiae, Apud Ioannem VVithagium, 1556. Het enige werk dat bij leven van Paul Liebaert verscheen.
- Emendationum et Miscellaneorum libri viginti. Tomus prior, decem libros continens, Antverpiae, Ex officina Christophori Plantini, 1568. Dit is de eerste helft van het bekendste werk van Liebaert, opgedragen aan het stadsbestuur van Sint-Winoksbergen en postuum verschenen.
- Leopardus, P. (1604). Emendationum et Miscellaneorum libri. In Gruterus, I. (Ed.), 1604.
- Lampas, sive Fax Artium. Tomus tertius,Francofurti, In Collegio Paltheniano, 1604. De eerste volledige uitgave van Liebaerts opus magnum; de tweede helft was door Petrus Scriverius aan Janus Gruterus, de uitgever, bezorgd.